# Dendrobates tinctorius
Dendrobates tinctorius é uma espécie de anfíbio da família Dendrobatidae. Ocorre no Brasil, Guiana, Suriname e Guiana Francesa.
O conhecido sapo garimpeiro, com nome científico Dendrobates tinctorius, pertence à ordem dos anuros, composta por sapos, rãs e pererecas, e faz parte da família neotropical Dendrobatidae. Seu nome “garimpeiro” vem do fato que esse sapinho prefere lugares como riachos e montanhas, que segundo garimpeiros, existe maior probabilidade de acharem ouro.
Rã venenosa, com um tamanho relativamente grande, variando de 3 a 4 centímetros e podendo alcançar até 6cm. Possui uma coloração bastante variada, fortemente influenciada pelas regiões que ocupa, sendo em sua maioria pretos com manchas ou listras coloridas. Além disso, os garimpeiros podem ser encontrados em florestas tropicais da América Central e América do Sul, possuindo hábitos diurnos e terrestres.

## Hábitat
Os sapos garimpeiros são encontrados frequentemente em áreas de serrapilheira ou associados a estruturas, como troncos caídos, galhos caídos e raízes de árvores. É evidente, também, a variação do habitat entre os indivíduos da mesma espécie, com as fêmeas sendo encontradas em áreas abertas de serrapilheira, enquanto os machos são encontrados escalando, forrageando e se escondendo em troncos e galhos caídos. Essas estruturas são fundamentais para a oviposição - postura de ovos-, visto que acumulam água da chuva, formando poças. Essas diferenças podem ser justificadas pelas divisões dos deveres parentais, uma vez que os machos são responsáveis pela inspeção da ninhada. Ademais, esse microhabitat proporciona maior umidade e serve como proteção contra predadores.

## Filogenia
A diversificação dos Dendrobates tem um forte componente biogeográfico e existem grupos distintos e divergentes dentro desse gênero. O grupo tinctorius parece ter sofrido pouca diversificação ao longo de sua distribuição, ao comparar com outros grupos, e ter sido menos afetado pelas variações climáticas nas eras glaciais pós- Mioceno.

## Reprodução
O comportamento reprodutivo e social dessa espécie é bastante intrigante. As interações iniciam-se com movimentos táteis estacionários e que podem ser interrompidos quando um dos indivíduos começa a se alimentar. Esse hábito inicia-se com a fêmea colocando repetidamente um de seus membros anteriores nos membros, nas costas ou na cabeça do macho. Em seguida, ele a encara e se afasta, em busca de um local para postura em conjunto com a fêmea. Quando ela se distrai ao longo do caminho, como procurando alimento, o macho se vira e a chama, por meio de “zumbidos” suaves durante as interações táteis e após os combates. Além disso, durante o namoro, os dois podem vibrar o segundo dedo das patas traseiras em alta frequência. Após encontrar um lugar ideal para a postura dos ovos, que parece ser selecionado pelas fêmeas, geralmente dentro de pequenos troncos caídos pelo chão, ocorre a postura dos ovos envolvidos em uma substância gelatinosa e a eclosão ocorre em aproximadamente duas semanas. Os machos supervisionam a ninhada e a umedece, de forma a inspecioná-la. Assim que se tornam girinos, eles são carregados nas costas do macho por uma secreção de muco e são levados para o final do desenvolvimento.

## Veneno
Os sapos garimpeiros são um perfeito exemplo sobre porque devemos preservar tais exemplares e a própria biodiversidade da Amazônia . As secreções presentes em D. tinctorius contêm uma substância chamada pumiliotoxina - uma das toxinas presentes na espécie - que provoca dificuldades locomotoras e interfere na contração muscular, causando convulsões clínicas, paralisia ou até a morte. Os venenos podem ser produzidos pelos animais ou obtidos de seus alimentos e podem ser armazenados ao longo de todo corpo do animal ou em regiões específicas.
Os sapos garimpeiros são aposemáticos, ou seja, utilizam cores ou formas para alertar potenciais predadores de que possuem mecanismos de defesa, como veneno. Quando bem estudados, o veneno dos sapos garimpeiros podem auxiliar na produção de diversos medicamentos analgésicos e anticonvulsivantes.

## Curiosidades
Em ambos  é possível identificar certo comportamento agressivo, o qual  pode evoluir para combates intensos, envolvendo perseguição e luta livre. No caso dos machos, as brigas geralmente ocorrem por competição masculina por parceiras e defesa de território, esses indivíduos apresentam territorialidade. 
Outro fato interessante sobre esses sapinhos está no seu comportamento vocal.  Eles vocalizam muito raramente e em intensidades muito baixas, podendo ser descrito como um zumbido. Os machos vocalizam muito pouco, principalmente quando estão cortejando, ou interagindo de maneira agonística com outros machos; as bandas de frequência dominantes, em sua média, vão de 2.700-3.270 Hz. 
Estes animais utilizam não apenas o veneno como forma de proteção: suas cores combinam perfeitamente com as da vegetação; são capazes de imitar folhas e cascos de árvores mortas, além de possuírem palmilhas para realizar acrobacias.

## Conservação
Uma parte significativa de anfíbios estão enfrentando declínios populacionais devido à propagação de uma doença grave causada pelo fungo Batrachochytrium dendrobatidis ( Bd ). Os D. tinctorius apresentam maior prevalência de Bd, mas em relação a outras famílias de anfíbios a prevalência é baixa.
Outra ameaça à população de Dendrobates tinctorius é a destruição do hábitat, em virtude, principalmente, do desmatamento causado pela mineração de ouro. Isso porque essa espécie é frequentemente distribuída em pequenas populações irregulares e o mínimo de desmatamento devido a essa mineração ocasiona impactos provavelmente irreversíveis.
O monitoramento de estratégias de conservação dessa espécie é de fundamental importância na preservação da vida selvagem local e como forma de educação ambiental para a sociedade. 